# César pentru cea mai promițătoare actriță
Premiul César pentru cea mai promițătoare actriță (franceză César du meilleur espoir féminin) este unul din numeroasele premii César, oferite anual de Académie des Arts et Techniques du Cinéma (Academia de Artă și Tehnică Cinematografică) pentru a recunoaște și premia talentul și prestația unei actrițe de film nou venită în acest domeniu artistic particular.

## Câștigătoarele premiului

### Anii 1980
| An                      | Câștigătoare și nominalizate | Traducerea titlului (unde este posibil) | Titlu original                         |
| ----------------------- | ---------------------------- | --------------------------------------- | -------------------------------------- |
| 1983 (a 8-a ceremonie)  | Sophie Marceau               | La Boum 2                               | La Boum 2                              |
| 1983 (a 8-a ceremonie)  | Souad Amidou                 | Le Grand Frère                          | Le Grand Frère                         |
| 1983 (a 8-a ceremonie)  | Fabienne Guyon               | Une chambre en ville                    | Une chambre en ville                   |
| 1983 (a 8-a ceremonie)  | Julie Jezequel               | L'Étoile du Nord                        | L'Étoile du Nord                       |
| 1984 (a 9-a ceremonie)  | Sandrine Bonnaire            | Pentru iubirile noastre (À nos amours)  | Pentru iubirile noastre (À nos amours) |
| 1984 (a 9-a ceremonie)  | Elizabeth Bourgine           | Vive la sociale!                        | Vive la sociale!                       |
| 1984 (a 9-a ceremonie)  | Laure Duthilleul             | Le Destin de Juliette                   | Le Destin de Juliette                  |
| 1984 (a 9-a ceremonie)  | Agnès Soral                  | So Long, Stooge                         | Tchao Pantin                           |
| 1985 (a 10-a ceremonie) | Laure Marsac                 | The Pirate                              | La Pirate                              |
| 1985 (a 10-a ceremonie) | Fanny Bastien                | Pinot simple flic                       | Pinot simple flic                      |
| 1985 (a 10-a ceremonie) | Emmanuelle Béart             | Un amour interdit                       | Un amour interdit                      |
| 1985 (a 10-a ceremonie) | Sophie Duez                  | Marche à l'ombre                        | Marche à l'ombre                       |
| 1986 (a 11-a ceremonie) | Charlotte Gainsbourg         | An Impudent Girl                        | L'Effrontée                            |
| 1986 (a 11-a ceremonie) | Emmanuelle Béart             | L'Amour en douce                        | L'Amour en douce                       |
| 1986 (a 11-a ceremonie) | Philippine Leroy-Beaulieu    | Trei bărbați și un leagăn               | Trois hommes et un couffin             |
| 1986 (a 11-a ceremonie) | Charlotte Valandrey          | Red Kiss                                | Rouge Baiser                           |
| 1986 (a 11-a ceremonie) | Zabou Breitman               | Billy Ze Kick                           | Billy Ze Kick                          |
| 1987 (a 12-a ceremonie) | Catherine Mouchet            | Thérèse                                 | Thérèse                                |
| 1987 (a 12-a ceremonie) | Dominique Blanc              | Femeia vieții mele                      | La Femme de ma vie                     |
| 1987 (a 12-a ceremonie) | Julie Delpy                  | The Night Is Young                      | Mauvais Sang                           |
| 1987 (a 12-a ceremonie) | Marianne Basler              | Rosa la rose, fille publique            | Rosa la rose, fille publique           |
| 1988 (a 13-a ceremonie) | Mathilda May                 | The Cry of the Owl                      | Le Cri du hibou                        |
| 1988 (a 13-a ceremonie) | Anne Brochet                 | Măști                                   | Masques                                |
| 1988 (a 13-a ceremonie) | Julie Delpy                  | Beatrice                                | La Passion Béatrice                    |
| 1988 (a 13-a ceremonie) | Sophie Renoir                | Prietenul prietenei mele                | L'Ami de mon amie                      |
| 1989 (a 14-a ceremonie) | Catherine Jacob              | Viața este un râu lung liniștit         | La Vie est un long fleuve tranquille   |
| 1989 (a 14-a ceremonie) | Nathalie Cardone             | Un loc ciudat pentru o întâlnire        | Drôle d'endroit pour une rencontre     |
| 1989 (a 14-a ceremonie) | Clotilde de Bayser           | L'Enfance de l'art                      | L'Enfance de l'art                     |
| 1989 (a 14-a ceremonie) | Ingrid Held                  | La Maison assassinées                   | La Maison assassinées                  |
| 1990 (a 15-a ceremonie) | Vanessa Paradis              | Noce Blanche                            | Noce Blanche                           |
| 1990 (a 15-a ceremonie) | Dominique Blanc              | Eu sunt stăpânul castelului             | Je suis le seigneur du château         |
| 1990 (a 15-a ceremonie) | Isabelle Gélinas             | Urmărește acest avion                   | Suivez cet avion                       |
| 1990 (a 15-a ceremonie) | Mireille Perrier             | O lume fără milă                        | Un monde sans pitié                    |
| 1990 (a 15-a ceremonie) | Valérie Stroh                | Baptême                                 | Baptême                                |